# Tomás de Torrejón y Velasco
Tomás de Torrejón y Velasco (* 23. Dezember 1644 in Villarrobledo; † 23. April 1728 in Lima) war ein spanischer in Peru wirkender Kapellmeister und Komponist.

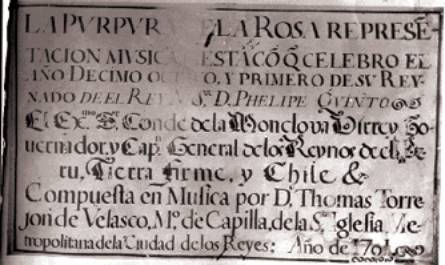
Titelblatt der „La púrpura de la rosa“

## Leben und Wirken
Tomás de Torrejón y Velasco stand seit 1658 im Dienste des Pedro Antonio Fernández de Castro, „conde de Lemos“ und folgte diesem, als er 1667 Vizekönig wurde, nach Lima. In kurzer Zeit erlangte er eine bedeutende Position am Hofe des spanischen Vizekönigs. Seit 1676 wirkte er als Kapellmeister an der Kathedrale von Lima. 1680 schrieb er die Musik zur Zeremonie der Seligsprechung des Erzbischofs Toribio de Mogrovejo, 1701 leitete er die Musik zum Begräbnis des Königs Karl II. und kurz darauf die zum 18. Geburtstag von dessen Nachfolger Philipp V. Im gleichen Jahr wurde seine Zarzuela La púrpura de la rosa auf einen Text von Calderón de la Barca aufgeführt, die als erstes musikalisches Bühnenwerk gilt, das in der Neuen Welt entstand. 

## Nachwirkung
Die Veröffentlichung von La púrpura de la rosa im Jahre 1976 verantwortete der US-Musikologe Robert Stevenson (1916–2012). Die deutsche Erstaufführung fand 2014 durch die Pocket Opera Company in Nürnberg statt.
Das Konservatorium von Albacete ist nach Tomás de Torrejón y Velasco benannt.